# Охоченский сельский совет
Охо́ченский, первоначально Охоча́нский се́льский сове́т — входил до 2020 года в состав Нововодолажского района Харьковской области Украины.
Административный центр сельского совета находился в селе Охочее.

## История
- 1920-е — дата образования.

## Населённые пункты совета
- село Охо́чее (до ВОВ Охо́чае)
- село Клиновое (Клено́вое)